# Artaud IV de Forez
Artaud (?- 1078/79) comte de Lyon et de Forez, fils du comte Géraud Ier de Lyon et d'Adélaide. 
Une assemblée de paix réunissant l'archevêque Humbert et le comte Artaud III s'est tenue entre 1072 et 1092 à Tassin. Elle consacra très probablement l'abandon par la famille comtale de la cogestion des terres épiscopales à Lyon.
Dans le contexte du conflit avec l'archevêque de Lyon Humbert, il aurait été excommunié par le pape Grégoire VII lors du synode de Latran en février 1076, sans être nommément cité dans l'acte en question.
En 1077, à l'initiative du comte de Bourgogne Guillaume Ier il cède à l'abbaye de Cluny la moitié des droits qu'il percevait sur Lyon peu après la mort de l'archevêque Humbert.
En 1078, il intitule son fils Guillaume comte "de Forez" dans l'acte de donation à Savigny de l'église Saint-Paule de Saint-Laurent-d'Oingt.
En 1079, il est décédé quand son fils souscrit à la donation de la chapelle et des bois d'Oingt. 
Il épousa Raymonde, peut-être issue de la lignée des comtes de Guînes et de la maison de Flandre. Elle lui donna 2 enfants :
- Guillaume dit l'ancien[10], mort à la bataille de Nicée en juin 1097 ;
- Ita-Raymonde, nommée dans une charte de Cluny disparue aujourd'hui[11],[12],[13]. Elle aurait épousé Renaud II de Nevers puis Guigues-Raymond de la maison d'Albon.